# Hrajdanka, Ielaneț
Hrajdanka (în ucraineană Гражданка) este un sat în comuna Iasnohorodka din raionul Ielaneț, regiunea Mîkolaiiv, Ucraina.

## Demografie
Componența lingvistică a localității Hrajdanka
     Ucraineană (94,87%)
     Rusă (1,71%)
     Română (1,71%)
     Alte limbi (0,85%)
Conform recensământului din 2001, majoritatea populației localității Hrajdanka era vorbitoare de ucraineană (94,87%), existând în minoritate și vorbitori de rusă (1,71%) și română (1,71%).